# Дашки (Логойський район)
Дашки — (біл. вёска Дашкі), село (веска) в складі Логойського району розташоване в Мінській області Білорусі, підпорядковане Янушковицькій сільській раді.
Село Дашки розташоване в центральних районах Білорусі, у північній частині Мінської області - орієнтовне розташування [Архівовано 11 червня 2020 у Wayback Machine.].